# Susan Vreeland
Susan Vreeland (Racine, Wisconsin, 1946. január 20. – San Diego, Kalifornia, 2017. augusztus 23.) amerikai író.

## Művei
- What Love Sees: a biographical novel (1988)
- What English Teachers Want: A Survival Guide (1995)
- A jácintkék ruhás lány (Girl in Hyacinth Blue) (1999); ford.: Todero Anna
- The Passion of Artemisia (2002)
- The Forest Lover (2004)
- Life Studies (2005)
- Luncheon of the Boating Party (2007)
- Clara és Mr. Tiffany (Clara and Mr. Tiffany) (2011); ford.: Todero Anna
- Lisette's List (2014)

## Magyarul
- A jácintkék ruhás lány; ford. Todero Anna; Geopen, Bp., 2005
- Clara és Mr. Tiffany; ford. Todero Anna; Geopen, Bp., 2011